# تشارلز ويليام هوتون
تشارلز ويليام هوتون هو سياسي جنوب أفريقي، ولد في 13 يوليو 1826، وتوفي في 1 فبراير 1905.